# Oncopsis prolixa
Oncopsis prolixa är en insektsart som beskrevs av Hamilton 1983. Oncopsis prolixa ingår i släktet Oncopsis och familjen dvärgstritar. Inga underarter finns listade i Catalogue of Life.